# Quercus pumila
Espèce
Synonymes
- Cyclobalanopsis sericea (Aiton) Schottky[1]
- Quercus cinerea var. nana A.DC.[1]
- Quercus elliottii Wilbur[1]
- Quercus phellos var. pumila (Walter) Michx.[1]
- Quercus sericea (Aiton) Willd.[1]

Statut de conservation UICN

 LC  : Préoccupation mineure
Répartition géographique
Quercus pumila est une espèce de chênes du sous-genre Quercus et de la section Lobatae. L'espèce est présente dans le sud-est des États-Unis.

## Liste des variétés
Selon Tropicos (7 janvier 2020) :
- variété Quercus pumila var. sericea (Willd.) Engelm.